# Tiago Cadó
Tiago Cadó Fernandes ou simplesmente Tiago Cadó (São Borja, 25 de março de 1985) é um advogado, professor e político brasileiro filiado ao Partido Democrático Trabalhista (PDT).

## Carreira política
Tiago Cadó construiu sua trajetória política em São Borja. Foi eleito vereador para a Câmara Municipal por dois mandatos. Na eleição de 2012, foi o vereador mais votado do município, com 1.958 votos, sendo reeleito em 2020 com 2.177 votos.
Em 2016, concorreu ao cargo de vice-prefeito de São Borja. Nas eleições municipais de 2024, disputou a prefeitura de São Borja, obtendo 15.859 votos (46,29% dos votos válidos), mas não foi eleito.
Cadó também atuou na Secretaria Estadual do Trabalho e Desenvolvimento Profissional.

## Deputado estadual
Nas eleições estaduais de 2022, Tiago Cadó concorreu a deputado estadual pelo PDT e obteve 20.060 votos, ficando como primeiro suplente da bancada.
Assumiu o mandato na Assembleia Legislativa do Rio Grande do Sul em 5 de maio de 2025, substituindo o deputado Eduardo Loureiro, que foi nomeado Secretário Estadual da Cultura. Com sua posse, São Borja voltou a ter representação direta na Assembleia Legislativa após um hiato desde o final da década de 1990.

### Atuação parlamentar
Como deputado, Cadó declarou que seu foco seria a representação da Região das Missões e da Fronteira Oeste, com ênfase em São Borja, defendendo pautas ligadas à educação, geração de emprego e desenvolvimento regional.
Logo após sua posse, passou a integrar, como suplente, a Comissão de Economia, Desenvolvimento Sustentável e do Turismo da Assembleia Legislativa. Em maio de 2025, propôs a realização de um Grande Expediente na Assembleia Legislativa em defesa do Hospital Universitário da Unipampa em São Borja.